# Roodmaskerzanger
De roodmaskerzanger (Cardellina rubrifrons) is een zangvogel uit de familie Parulidae (Amerikaanse zangers).

## Verspreiding en leefgebied
Deze soort komt voor in de bergen van Arizona en New Mexico tot noordwestelijk Mexico en overwintert in Honduras.